# 2001-es Formula–1 kanadai nagydíj
A kanadai nagydíj volt a 2001-es Formula–1 világbajnokság nyolcadik futama.

## Futam
|    | Rsz. | versenyző            | Csapat           | Körök | Idő/Kiesések   | Start | Pontok |
| -- | ---- | -------------------- | ---------------- | ----- | -------------- | ----- | ------ |
| 1  | 5    | Ralf Schumacher      | Williams-BMW     | 69    | 1:34:31.522    | 2     | 10     |
| 2  | 1    | Michael Schumacher   | Ferrari          | 69    | 20.235         | 1     | 6      |
| 3  | 3    | Mika Häkkinen        | McLaren-Mercedes | 69    | 40.672         | 8     | 4      |
| 4  | 17   | Kimi Räikkönen       | Sauber-Petronas  | 69    | +1:08.116      | 7     | 3      |
| 5  | 22   | Jean Alesi           | Prost-Acer       | 69    | +1:10.435      | 16    | 2      |
| 6  | 19   | Pedro de la Rosa     | Jaguar-Cosworth  | 68    | +1 Kör         | 14    | 1      |
| 7  | 11   | Ricardo Zonta        | Jordan-Honda     | 68    | +1 Kör         | 12    |        |
| 8  | 23   | Luciano Burti        | Prost-Acer       | 68    | +1 Kör         | 19    |        |
| 9  | 20   | Tarso Marques        | Minardi-European | 66    | +3 Kör         | 21    |        |
| 10 | 14   | Jos Verstappen       | Arrows-Asiatech  | 65    | Fékek          | 13    |        |
| 11 | 12   | Jarno Trulli         | Jordan-Honda     | 63    | Fékek          | 4     |        |
| Ki | 4    | David Coulthard      | McLaren-Mercedes | 54    | Motor          | 3     |        |
| Ki | 9    | Olivier Panis        | BAR-Honda        | 38    | Fékek          | 6     |        |
| Ki | 10   | Jacques Villeneuve   | BAR-Honda        | 34    | Féltengely     | 9     |        |
| Ki | 15   | Enrique Bernoldi     | Arrows-Asiatech  | 24    | Motor          | 17    |        |
| Ki | 6    | Juan Pablo Montoya   | Williams-BMW     | 19    | Baleset        | 10    |        |
| Ki | 2    | Rubens Barrichello   | Ferrari          | 19    | Kicsúszás      | 5     |        |
| Ki | 8    | Jenson Button        | Benetton-Renault | 17    | Olaj szivárgás | 20    |        |
| Ki | 21   | Fernando Alonso      | Minardi-European | 7     | Erőátvitel     | 22    |        |
| Ki | 16   | Nick Heidfeld        | Sauber-Petronas  | 1     | Ütközés        | 11    |        |
| Ki | 18   | Eddie Irvine         | Jaguar-Cosworth  | 1     | Ütközés        | 15    |        |
| Ki | 7    | Giancarlo Fisichella | Benetton-Renault | 0     | Ütközés        | 18    |        |

## A világbajnokság élmezőnyének állása a verseny után
| H  | Versenyzők         | Pont | H  | Konstruktőrök    | Pont |
| -- | ------------------ | ---- | -- | ---------------- | ---- |
| 1. | Michael Schumacher | 58   | 1. | Ferrari          | 82   |
| 2. | David Coulthard    | 40   | 2. | McLaren-Mercedes | 48   |
| 3. | Rubens Barrichello | 24   | 3. | Williams-BMW     | 28   |
| 4. | Ralf Schumacher    | 22   | 4. | Sauber-Petronas  | 15   |
| 5. | Nick Heidfeld      | 8    | 5. | Jordan-Honda     | 13   |

## Statisztikák
Vezető helyen:
- Michael Schumacher: 45 (1-45)
- Ralf Schumacher: 24 (46-69)

Ralf Schumacher 2. győzelme, 4. leggyorsabb köre, Michael Schumacher 38. pole-pozíciója.
- Williams 105. győzelme.